# Aloe mitriformis x nobilis
Aloe mitriformis x nobilis é uma espécie de liliopsida do gênero Aloe, pertencente à família Asphodelaceae.